# Olimpiada Wiedzy Ekonomicznej
Olimpiada Wiedzy Ekonomicznej (OWE) – olimpiada szkolna z zakresu ekonomii.
Celem olimpiady jest edukacja ekonomiczna młodzieży, umacnianie wiedzy o współczesnej gospodarce oraz wspieranie rozwoju uczniów szczególnie uzdolnionych. Przyjęta formuła olimpiady ma na celu zarówno sprawdzenie zdobytej wiedzy ekonomicznej, jak i sprzyjanie rozwojowi samodzielnego myślenia.
Od roku szkolnego 1987/1988 olimpiada jest organizowana na zlecenie Ministerstwa Edukacji Narodowej (wtedy – Ministerstwa Oświaty i Wychowania) przez Polskie Towarzystwo Ekonomiczne.

## Przebieg olimpiady
Olimpiada wiedzy ekonomicznej ma zasięg ogólnokrajowy. Zawody składają się z trzech etapów:
- zawody stopnia pierwszego – szkolne
- zawody stopnia drugiego – okręgowe
- zawody stopnia trzeciego – centralne

Zawody szkolne przeprowadzane są każdego roku w listopadzie, okręgowe w styczniu, a centralne na przełomie marca i kwietnia.

### Etap szkolny
Ma miejsce w listopadzie w szkołach, które zgłosiły swoich uczniów do udziału w Olimpiadzie. Składa się z części pisemnej na której rozwiązanie uczeń ma 120 minut. Część pisemna składa się z trzech rodzajów pytań:
1. Pytanie o charakterze ogólnym, wybierane spośród dwóch nawiązujących do myśli przewodniej danej edycji OWE
2. Zadanie z podstaw ekonomii
3. 30 pytań testowych jednokrotnego wyboru

### Etap okręgowy
Ma miejsce w styczniu i odbywa się w skali okręgów. Składa się z części pisemnej na której rozwiązanie uczniowie mają 120 minut. Część pisemna składa się z trzech rodzajów pytań:
1. Pytanie o charakterze ogólnym nawiązujące do myśli przewodniej danej edycji OWE
2. Zadanie z analizy finansowej
3. 30 pytań testowych jednokrotnego wyboru

### Etap centralny
Organizowany jest przez Komitet Główny. Przez XXVIII edycji miał miejsce w Jachrance. Od XXIX edycji odbywa się w Serocku. Składa się z dwóch części: pisemnej i ustnej. Część pisemna składa się z trzech rodzajów pytań:
1. Pytanie o charakterze ogólnym nawiązującym do myśli przewodniej danej edycji OWE
2. Zadanie analityczne
3. 30 pytań testowych wielokrotnego wyboru

Minimum punktów kwalifikujących do części ustnej ustala Jury. Wyniki części pisemnej ogłaszane o godzinie 20 tego samego dnia, w którym była przeprowadzana część pisemna. Z wyjątkowych przyczyn godzina ogłoszenia wyników może ulec zmianie. Na składanie odwołań uczestnicy mają 60 minut.
Część ustna składa się z dwóch rodzajów pytań:
1. Dwuczłonowe pytanie teoretyczno-praktyczne
2. Prezentacja wypowiedzi na wskazany przez Jury temat z 5 wcześniej zadanych tematów (tematy te zostają podane uczestnikom przed rozpoczęciem zawodów centralnych)

Olimpiada skierowana jest do uczniów techników, branżowej szkoły I stopnia, branżowej szkoły II stopnia i liceów ogólnokształcących. Uczestnicy olimpiady rywalizują o tytuły 30 laureatów oraz 70 finalistów.
Naczelnym organem olimpiad wiedzy ekonomicznej jest Komitet Główny powoływany na pięcioletnią kadencję przez Zarząd Krajowy Polskiego Towarzystwa Ekonomicznego. Komitet Główny odpowiada za poziom merytoryczny olimpiad i ich organizację. Przewodniczącym Komitetu Głównego jest prof. Stanisław Owsiak.
Realizowany w trakcie olimpiady program obejmuje zagadnienia z wiodących przedmiotów wiedzy zawodowej dla uczniów kształcących się w zawodzie: technik ekonomista, technik rachunkowości, technik administracji, technik organizacji reklamy i technik handlowiec.
Olimpiady wiedzy ekonomicznej obejmują corocznie kilkanaście tysięcy uczniów z około 800 szkół. W dotychczasowych trzydziestu siedmiu edycjach olimpiady wzięło udział ponad 350 tys. uczniów. 
Olimpiada należy do grupy najbardziej popularnych pod względem liczby uczestników.
Każda edycja olimpiady podporządkowana jest jednej myśli przewodniej.

## Myśli przewodnie kolejnych edycji OWE[6]
I OWE 1987/1988 – Polska reforma gospodarcza 1982
II OWE 1988/ 1989 – Pieniądz i rynek
III OWE 1989/1990 – Nowy ład społeczno-gospodarczy
IV OWE 1990/1991 – Przedsiębiorczość i efektywność gospodarowania
V OWE 1991/1992 – Restrukturyzacja i wzrost gospodarczy
VI OWE 1992/1993 – Pieniądz, kredyt i rynek kapitałowy
VII OWE 1993/1994 – Przedsiębiorczość i inwestowanie
VIII OWE 1994/1995 – Praca i zarządzanie
IX OWE 1995/1996 – Polska w procesie integracji europejskiej. Współpraca – konkurencyjność.
X OWE 1996/1997 – Polityka finansowa w rozwoju gospodarczym
XI OWE 1997/1998 – Badania rynkowe i marketing
XII OWE 1998/1999 – Globalizacja gospodarki
XIII OWE 1999/2000 – Decentralizacja finansów publicznych
XIV OWE 2000/2001 – Rola rynku kapitałowego w rozwoju gospodarczym Polski
XV OWE 2001/2002 – Rynek pracy w epoce cywilizacji informacyjnej
XVI OWE 2002/2003 – Gospodarka Polski wobec integracji z Unią Europejska
XVII OWE 2003/2004 – Przedsiębiorstwo w warunkach globalizacji
XVIII OWE 2004/2005 – Polityka regionalna i fundusze strukturalne w Unii Europejskiej
XIX OWE 2005/2006 – Ryzyko w działalności gospodarczej
XX OWE 2006/2007 – Kapitał ludzki i innowacyjność w gospodarce polskiej
XXI OWE 2007/2008 – Gospodarstwo domowe – wymiar społeczno-ekonomiczny
XXII OWE 2008/2009 – Środowisko naturalne w procesie gospodarowania
XXIII OWE 2009/2010 – Wahania koniunktury a rozwój gospodarki
XXIV OWE 2010/2011 – Człowiek w świecie pieniądza
XXV OWE 2011/2012 – W poszukiwaniu nowego ładu ekonomicznego
XXVI OWE 2012/2013 – Nierównowagi w gospodarce. Przyczyny i skutki
XXVII OWE 2013/2014 – Strefa euro. Szansa czy zagrożenie?
XXVIII OWE 2014/2015 – Polska droga do wolności gospodarczej. 25 lat transformacji
XXIX OWE 2015/2016 – Nierówności społeczne a rozwój gospodarczy
XXX OWE 2016/2017 – Państwo, a gospodarka
XXXI OWE 2017/2018 – Wyzwania współczesnego rynku pracy
XXXII OWE 2018/2019 – Gospodarka światowa – wolny handel czy protekcjonizm?
XXXIII OWE 2019/2020 – Gospodarka i społeczeństwo w erze czwartej rewolucji przemysłowej
XXXIII OWE 2020/2021 – Ekonomia wobec kryzysów. Gospodarcze i społeczne skutki pandemii
XXXIV OWE 2021/2022 – Rola giełd w rozwoju społeczno-gospodarczym
XXXV OWE 2022/2023 – W świecie rosnącej inflacji. Wymiar mikro- i makroekonomiczny
XXXV OWE 2023/2024 – Kapitał społeczny w procesie gospodarowania